# カタックダンス
カタック（英語: Kathak、ヒンディー語: कथक、ウルドゥー語:  کتھک）は、インドの8つの主要な古典舞踊の形式のうちの1つであり、その起源は古代インド北部における旅する吟遊詩人である「カタカ（Kathakars）」または語り部とされている。カタックという語は、ヴェーダにおけるサンスクリット語の「Katha（物語）」、および「Kathakars（物語を語る者、または物語と関係があること）」に由来する。

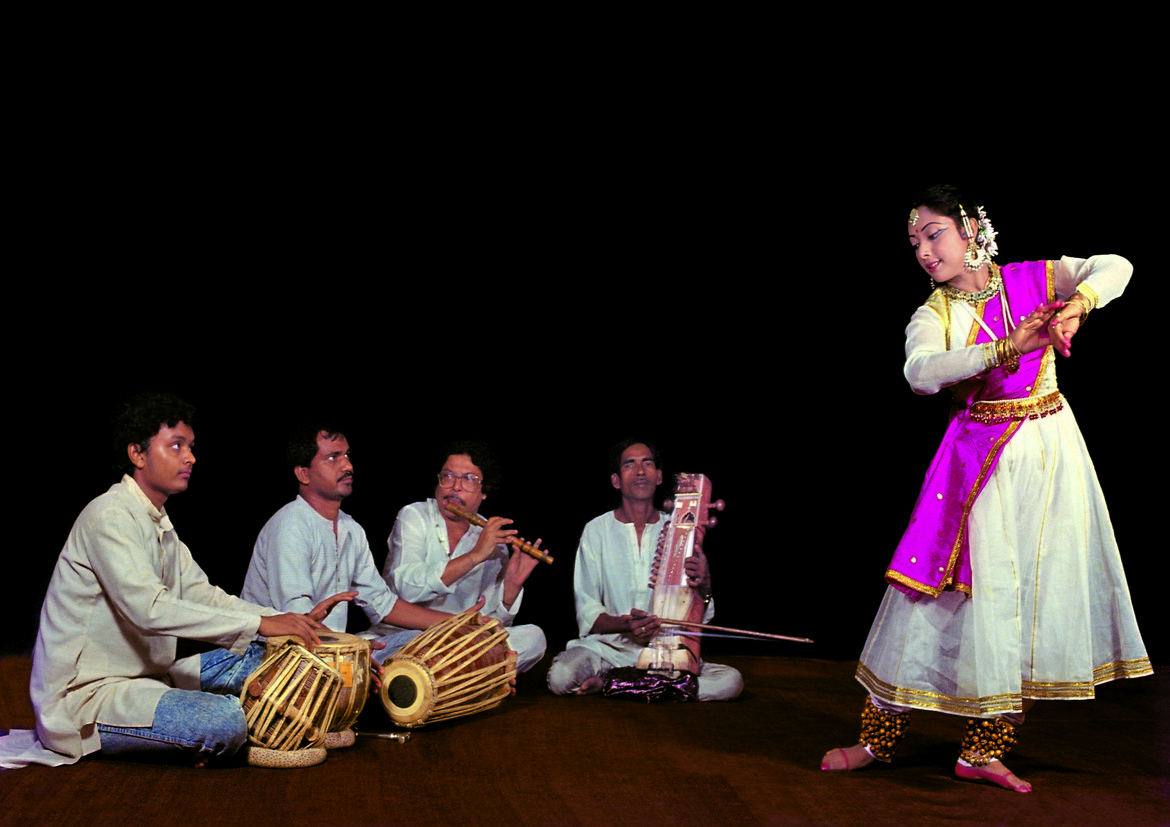
カタックのパフォーマンス

流浪の語り部達は、ダンス、歌、音楽を通じて、叙事詩と古代神話の物語を伝えてきた。カタックダンサーは、手の動きと広範なフットワークによってさまざまな物語を語るが、最も重要なのは顔の表情である。カタックはバクティ運動の期間に、特にヒンドゥーの神であるクリシュナの子供時代の神話を取り入れることにより、北インドのムガル宮廷において独自の発達を遂げた。カタックはヒンドゥーとイスラームの両方の様式と文化的要素を持っている点が独特である。カタックの公演では、ウルドゥー語のガザルが用いられ、またイスラーム支配期に持ち込まれた楽器がよく使われる。
カタックは3つの流派（「ガラナ」と呼ばれる）を有し、発達した地名からそれぞれジャイプール流派、バラナシ流派、ラクナウ流派と名付けられている。
ジャイプール流派は足の動きに、バラナシ流派とラクナウ流派は顔の表現と優雅な手の動きに重点を置く。様式として、カタックは小さな鈴（グングル：Ghungroo）を付けた足の動きと、音楽に調和した動きが特徴的である。基本的に足と胴はまっすぐであり、腕の所作と上半身の動き、顔の表情、ステージ上の移動、屈曲と回転に基づく洗練された舞踊言語によって物語を語る。目と足の動きがこのダンスの要点である。目はダンサーが伝えようとする物語の伝達手段として機能し、また眉によってダンサーは様々な表情をつくりだす。
流派の違いは、演技とフットワークの強調の度合いにあり、ラクナウ流派は演技を重視し、ジャイプール流派は華麗なフットワークを重視する。芸能としてのカタックは口承の伝統として発展および革新を続け、教育と実践を通じて世代から世代へと伝えられてきた。カタックは16世紀および17世紀、特にアクバル帝の治世に、ムガル宮廷の趣味に適合するかたちで統合されたが、イギリス帝国の植民地時代には軽視され衰退した。その後、インドが独立し、芸術を通じてその古代的なルーツと国民のアイデンティティを再発見しようとする潮流の中で復興を果たした。

## 語源、名称の由来
カタック（Kathak）という語は「物語、会話、伝統的な説話」を意味するヴェーダにおける術語「Katha (梵: कथा)」に由来する。カタックは北インドにおける主要な伝統舞踊の1つであり、南インドのバラタナティヤム、東インドのオリッシー、および南アジアの主要な伝統舞踊と同様の歴史的影響力を有する。カタックはインド亜大陸の北部および他の地域に見られる多くの伝統舞踊と異なる形式をもつ。カタックダンサーは古代インドにおける吟遊詩人であり、「Kathakas」または「Kathakar」の名で呼ばれ、各地のヒンドゥー教寺院を回り伝承と神話を伝えてきた。カタックはバーヴァイ（Bhavai：ヒンドゥー教の女神・シャクティの物語に焦点をあてた農村芝居）などの素朴な民芸に影響を与え、中世における展開としては、グジャラート、ラジャスターン、マディヤ・プラデーシュで確認されている。古代のカタックから生まれた別の形態としてトゥムリ（Thumri）がある。

## 歴史

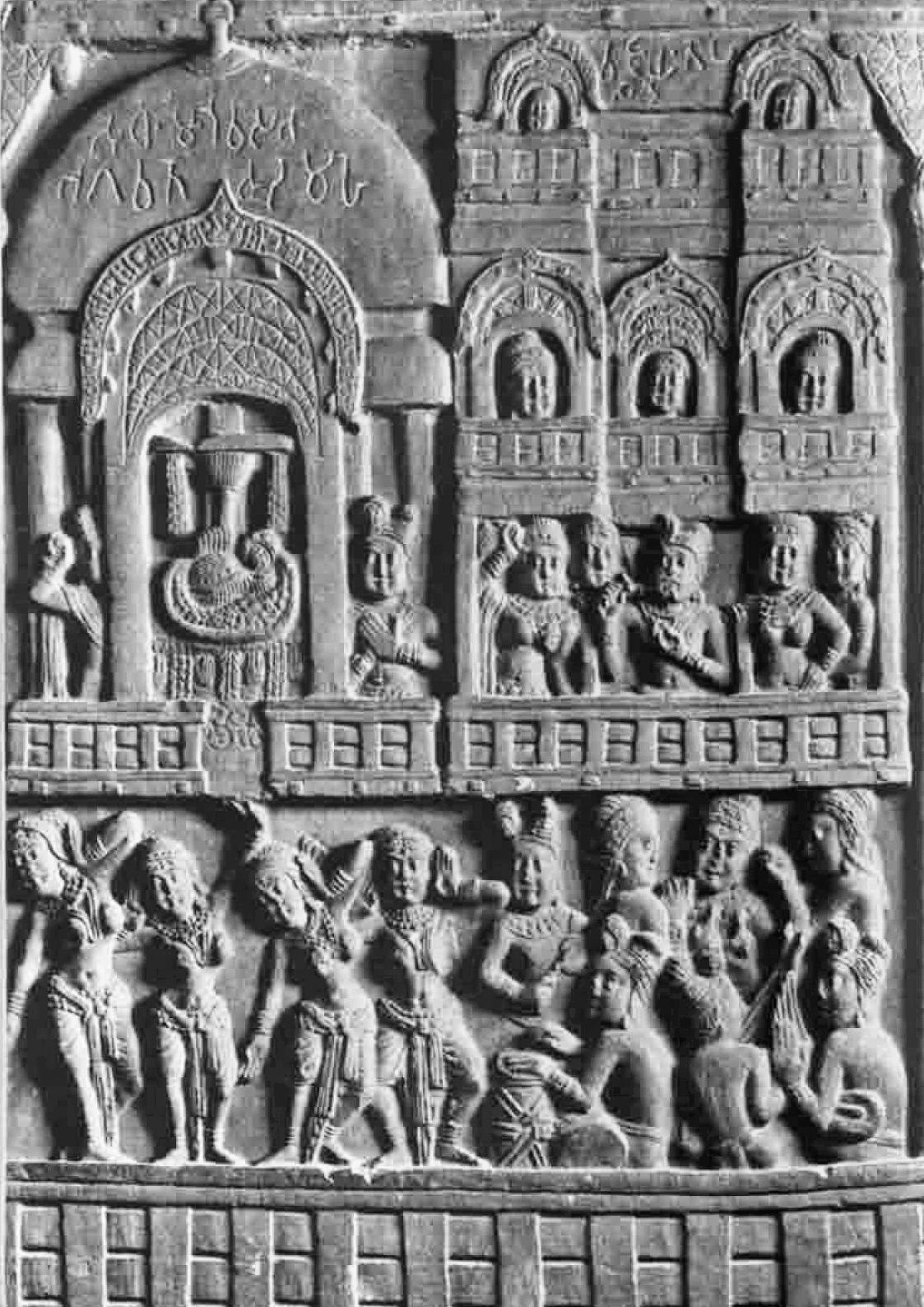
バールフットの欄楯

メアリー・スノッドグラスによれば、インドのカタックの伝統は紀元前400年まで遡ることができる。カタックの淵源に関する現存する最古の文書はナーティヤ･シャーストラである。これは聖仙バーラタによって編まれたものであり、成立年代は紀元前500年から紀元500年までと不詳であるが、完全な形で編纂されたのは紀元前200年から紀元200年のどこかと推定されている。ナーティヤ・シャーストラの定本は6000行の詩によって構成された36章からなる。
ナタリア・リドヴァによれば、 ナーティヤ・シャーストラはターンダヴァ(シヴァ神のダンス) の理論、ラサの理論、ビハーバの理論、表現、所作、演技、基本的なステップ、立ち姿について記述している。この古代ヒンドゥーのテキストによれば、ダンスと演劇は、霊的な観念、美徳、および経典の本質を表現したものである。
バールフットの紀元前2世紀の浮彫は、垂直姿勢のダンサーを描き、腕の位置は早くも今日のカタックの動きを示唆している。ほとんどのダンサーは、耳の近くに片腕をかかげる「パタカ・ハスタ」というムドラ（Mudra）をとっている。その後、年月を経るにしたがって、ハスタ（手のしぐさ）の位置は胸の高さにおりてくる。ヒンドゥー教の叙事詩には、伝説や物語を伝える吟遊詩人、役者、舞踊家、歌手、語り部が数えきれないほど登場する。

### バクティ運動時代
文献学の教えるところによれば、古典舞踊としての「カタック」はベナレス（バラナシ）で始まり、そこから北西部のラクナウ、ジャイプール、そしてその他のインド北部および北西部へと伝わった。カクタックダンスのラクナウの伝統的スタイルは、ウッタル・プラデーシュ州の都市イラハバード、ハンディア村のイシュワリというバクティ運動の信者によってもたらされたとされる。クリシュナ神が夢に現れ「崇拝の形式としてのダンス」をつくるように彼に告げたのだ。イシュワリは子孫にそのダンスを伝え、6代にわたって口承による伝授と発展が続き、ついにカタックダンスのラクナウ流派が生まれた（これはヒンドゥー教・イスラーム、両者の音楽・文芸史で認められた系譜である）。
バクティ運動期のカタックダンスの進化において中心となったのは、ヒンドゥー教ヴィシュヌ派の伝統的テキストであるバーガヴァタ・プラーナなどの伝説やテキストに基づく、クリシュナ神と彼の恋人ラーダーと乳しぼりの女達（ゴーピー）である。ラーダとクリシュナの愛はアートマン（内なる魂）と究極的根源（偏在する宇宙的魂）の象徴であり、このテーマをカタックダンサーたちはダンスと模倣的所作によって表現した。

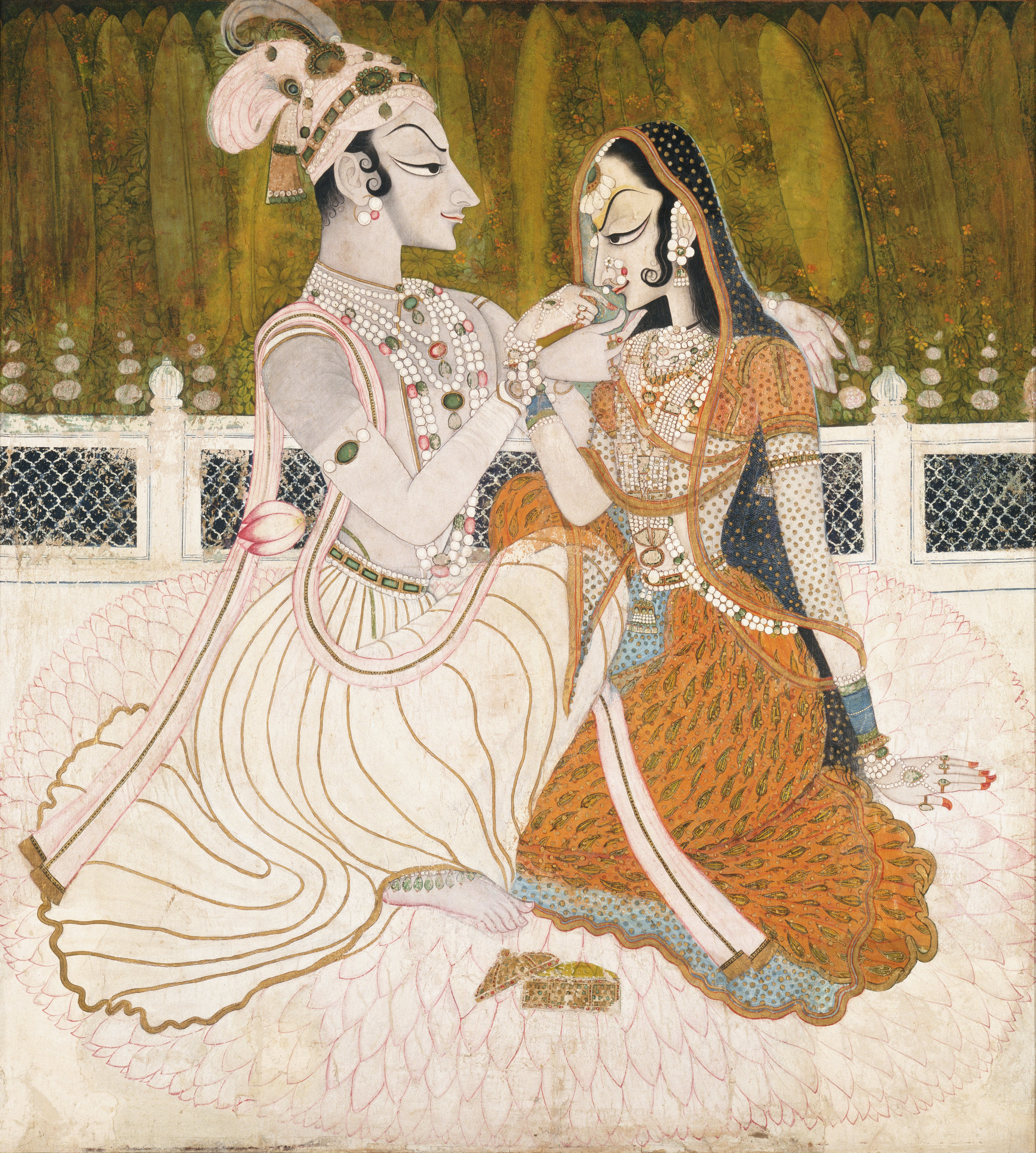
クリシュナとラーダ

カタックの高速旋回は中央アジアの影響を受けたものだと言われているが、インドの古典音楽と舞踊に関する13世紀のサンスクリット語テキストであるサンギータ・ラトゥナーカラはその第4章で車輪のような高速旋回について言及しており、それは腕をドーラのポジションに保ち、体を内側に曲げて神を崇拝したり、激しい動きをするものである。

### ムガル帝国時代

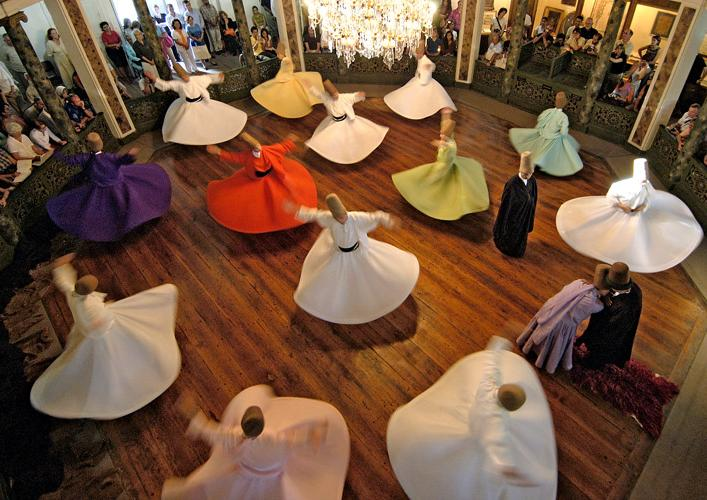
スーフィー（イスラーム神秘主義者）の旋回舞踊

ムガル帝国時代の宮廷と貴族は、カタックを貴族の娯楽の一形態として受け入れ、低所得の家庭は娯楽としてのカタックをすすんで提供した。ドリッド・ウィリアムズは次のように述べている。

結局のところ最初のカタックダンサーは、ムガル帝国の支配層のために踊ったヒンドゥー教徒であったということに留意すべきである。信仰を示す外形的な所作が多すぎることは、間違いなく望ましくないことだった。したがって次のように推測することが妥当である。すなわち、「抽象的な（abstract）」ダンス、複雑なグングルのリズム（タタカール）、華麗な旋回の広範な使用と、カタックにおけるラーダとクリシュナのはかない、一瞬の、ほのめかしが生じた。このことがダンサーに踊る理由を自覚させ、また上品なムガルの貴族達を（優しく、控えめに）欺くことを可能にした。おそらくタタカール（tatkar）とトゥクラ (tukra) が、初期カタックのパフォーマンスの大部分を形成した。次第に多くの表象が、またその後にクリシュナとラーダの物語が入り込んだ。
—ドリッド・ウィリアムズ,人類学とダンス

歴史の経過とともに、カタックの演目はペルシアや中央アジアの特徴（スーフィーダンスの旋回など）を取り入れた。衣装は腹が露わになったものがサリーにとって代わり、これには中世ハーレムのダンサーが用いた透明なベールが含まれていた。帝国主義時代のヨーロッパの官吏がインドを発見した当初、彼らが見た宮廷の娯楽的カタックは、古代インドの伝統と中央アジアーペルシアのダンス形式の統合だった。
また、カタックダンサーは「ノーチガールズ（nautch girls）」（またはさらに発音の難しいサンスクリット語「natya」の派生語である「natch」）と呼ばれていた。

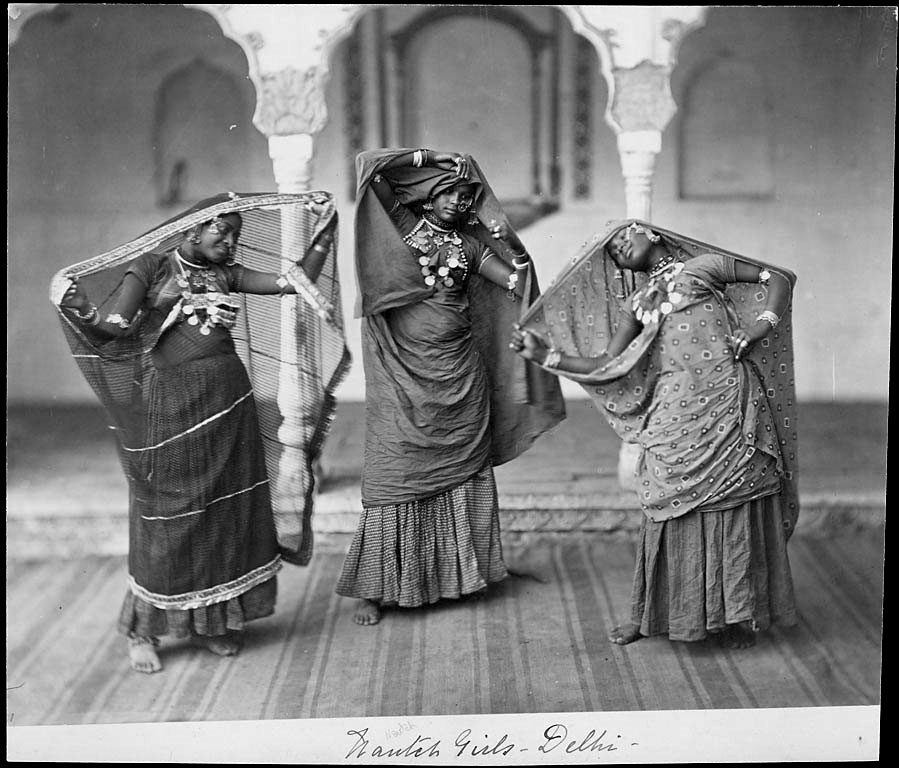
踊るノーチガール達

### イギリス領インド帝国時代
19世紀、イギリス帝国による統治が拡大するにつれて、カタックは他の古典舞踊と共に凋落し大きく衰退した。要因としては、イギリス国教会の宣教師がヒンドゥー教を批判したこと、および性を抑圧するビクトリア朝道徳の影響などがある。たとえば、ジェームズ・ロング牧師は、カタックダンサーが古代インドの物語やヒンドゥー教の伝説を捨て、代わりにヨーロッパの伝説やキリスト教の物語を採用することを提案した。宣教師たちは、カタックの公演中にインドの聴衆が拍手し、「ラーマ、ラーマ」と叫ぶのを見たことについて、教会のレビューに不満を記している。
20世紀初頭に出版された「The Wrongs of Indian Womanhood」では、寺院や家族行事でのカタックにおける蠱惑的なジェスチャーや顔の表情が、「娼婦、堕落した性文化、偶像と司祭階級への隷属」の伝統を示すものとして戯画的に描かれている。そしてキリスト教の宣教師はこれを廃絶せねばならないと要求し、1892年に「アンチ・ダンス運動」または「アンチ・ノーチ運動」を開始した。官吏も新聞もカタックダンサーを非人間的存在として扱い、パトロン達はカタックを踊るノーチガール（20世紀半ばの文献では、デーヴァダーシーまたはタワイフとも呼ばれる）への支援を止めるよう圧力をかけられた。
多くの人がカタックのダンス形式を売春への入り口として非難したが、他方で復興主義者達は、入植者の作家がつくりあげた歴史観に対して疑問を投げかけた。マーガレット・ウォーカーによれば、宣教師とイギリス帝国の官吏がカタックダンサーを侮辱しただけでなく、植民地時代のイギリスで教育を受け、ビクトリア朝の道徳を内面化したインド人も批判に加わった。おそらく彼らはインドとの文化的なつながりを失い、ダンスの奥にある根本的な精神的主題を理解できず、それを廃絶すべき「社会の病、不道徳で後進的な要素」である遺産のうちの一つであると考えたのだ。しかし、ヒンドゥーの家庭における個人的な教授は続けられ、口承の伝統としてカタックは生き残った。20世紀における蔑視は主に「ノーチガール」に向けられていたため、カタックの指導者達は伝統保持のために子供達への教授に取り組んだ。カタックは20世紀初頭にカルカ・プラサド・マハラジ（Kalka Prasad Maharaj）の存在によってインド国外の人々の注目を集めることとなった。

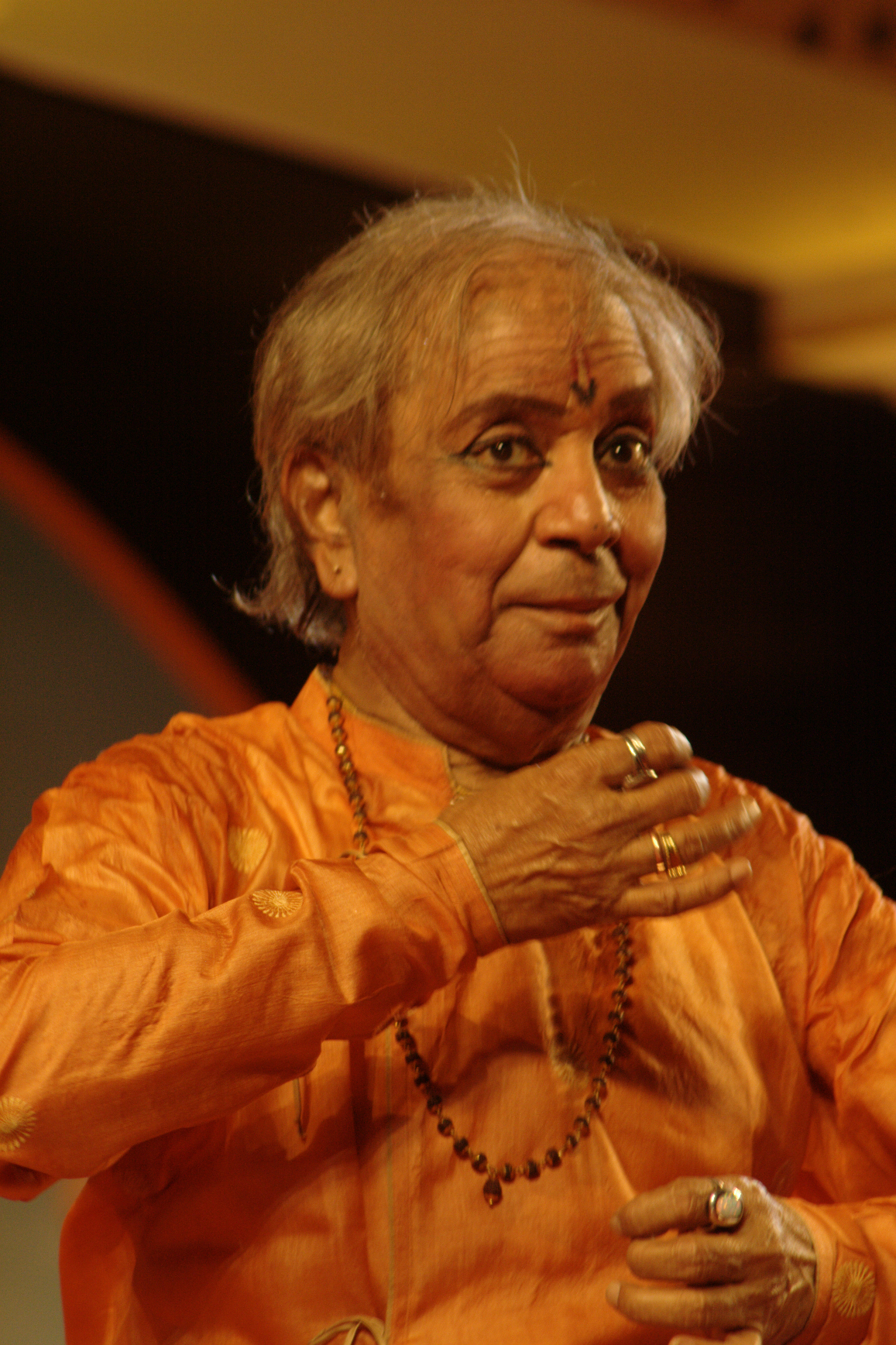
現代カタックの完成者 Pandit Birju Maharaj

### 独立後
ウォーカーによれば、植民地時代が終わった独立インドにおいて、カタックの復興、より広くは文化の成熟が見られ、文化を取り戻し、歴史を再発見する努力が行われた。カタックの復興はムスリムとヒンドゥー教徒達によって共に行われたが、主にはヒンドゥー教徒のコミュニティがそれを担った。その中で、ジャイプール流派とラクナウ流派がより多くの公的援助を受けることとなった。大学における最も古いカタック学部は、1956年に、カイラガールにある公立大学であるインディラ・カラ・サンギート大学に設立され、ここで、プル・ダドヒーチ博士が最初のカタック講義を行った。これはバトカンデ大学のモーハンラオ・カリアウパウカーに触発されたものである。
BBC Artsの記事によると、カタックはインドのムスリム・コミュニティで実践されているという点でユニークであり、したがって「イスラームへの歴史的なつながり」を持つということができる。ラクナウ派のチトレシュダスの弟子で、ムスリムのファラ・ヤスミーン・シャイクはパキスタンで公演を行った。彼女は、カタックを「ヒンドゥーとイスラーム文化の融合」と捉えている。それと対照に、前記BBCの記事は「イギリスに移住して育ったナヒド・シディキは、母国パキスタンでカタックを実践し広めることに困難を感じている」と書いている。
多くの学者はカタックを古代の芸術と見なしているが、マーガレットウォーカーなど一部の研究者は、現代のカタックは20世紀の現象であり、音楽に関連するインドの文書に着想されたものに関しては、一種の文化復興であると論じている。

## 演目
ブルーノ・ネットルによれば、現代のカタックは、ラクナウ、バラナシ、ジャイプールの3つの主要な流派すべてにおいて、3つの主要なセクション、すなわちヴァンダナ（Vandana、祈祷）、純粋なダンス（Pure dance）、表現的なダンス（Expressive dance）で構成されている。ヴァンダナとは、ダンサーが師と舞台上の音楽家に尊敬の意を示すことである。ヒンドゥー的伝統に属する場合には、ダンサーは表情と手のジェスチャー（ムドラ）を組み合わせてヒンドゥー教の神々と女神を招喚する。他方、ムスリムの場合には、神々への祈祷ではなくサラーミ（Salami、敬礼）を行う。
純粋なダンスはヌリッタ（Nritta）と言い、表現的なダンスはヌリティヤ（Nritya）と言う。カタックのパフォーマンスは、ソロ、デュオ、そして集団で行われる。高度な技術を披露する際、観客との交感によってダンサーはそのスピードとエネルギーを2倍、4倍に倍増させていく。パフォーマンス中、ダンサーがマイクの前に来て観客と話したり、何かを説明したり、ある言語で逸話を披露したり、リズミカルに歌唱したりすることがある。

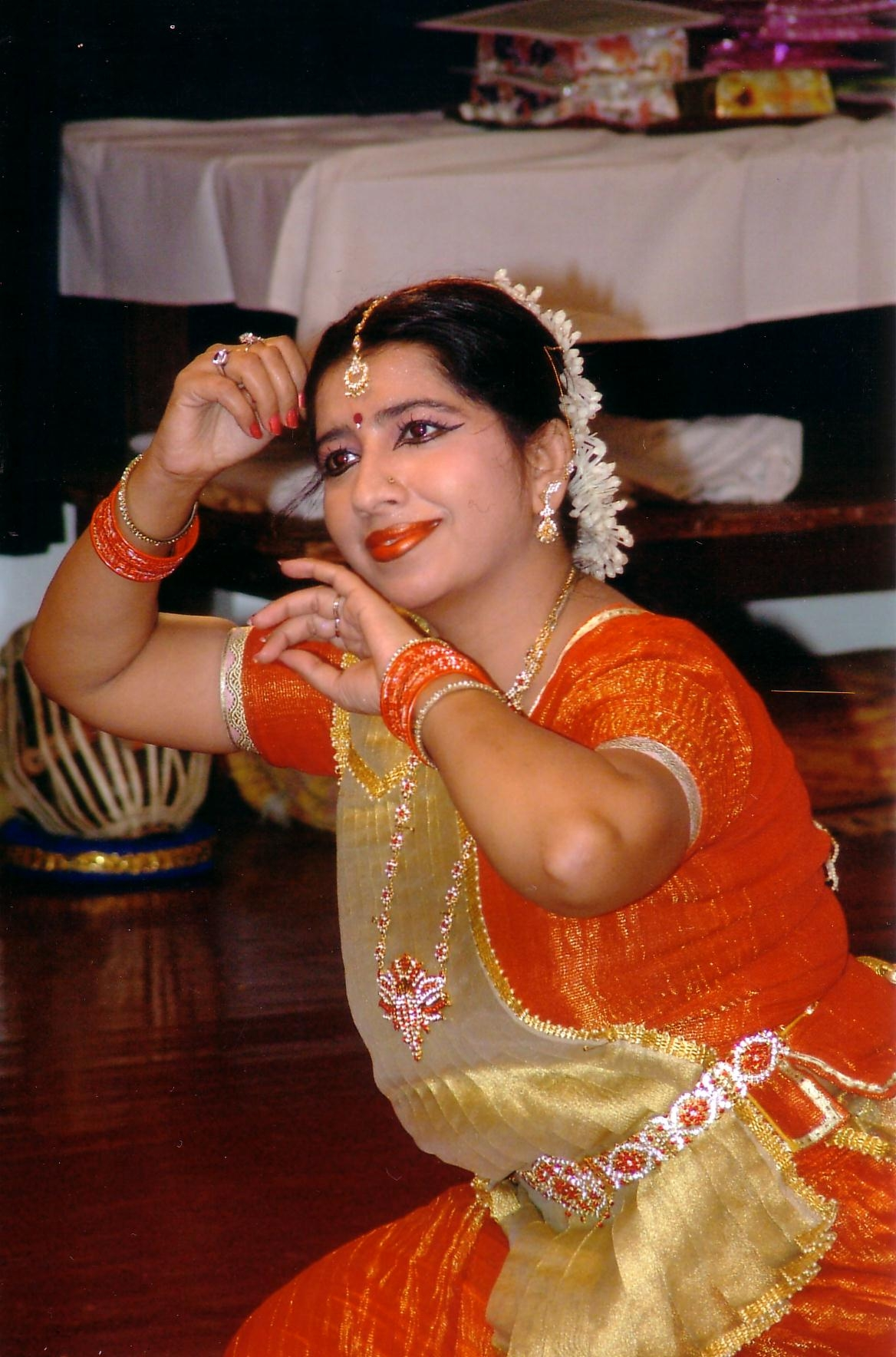
表情のダンス

ヒンドゥー教徒およびムスリムのダンサー達の衣装と化粧は多様である。ウィリアムズによれば、カタックは一般に邪魔になるような背景なしで、素舞台で行われ、音楽家が舞台前方の下手（客席から見て左側）に座る。またヒンドゥー教徒の公演では、舞台上手に、花と香りとともに、踊るシヴァ（ナタラージャ）またはガネーシャの像が置かれる。

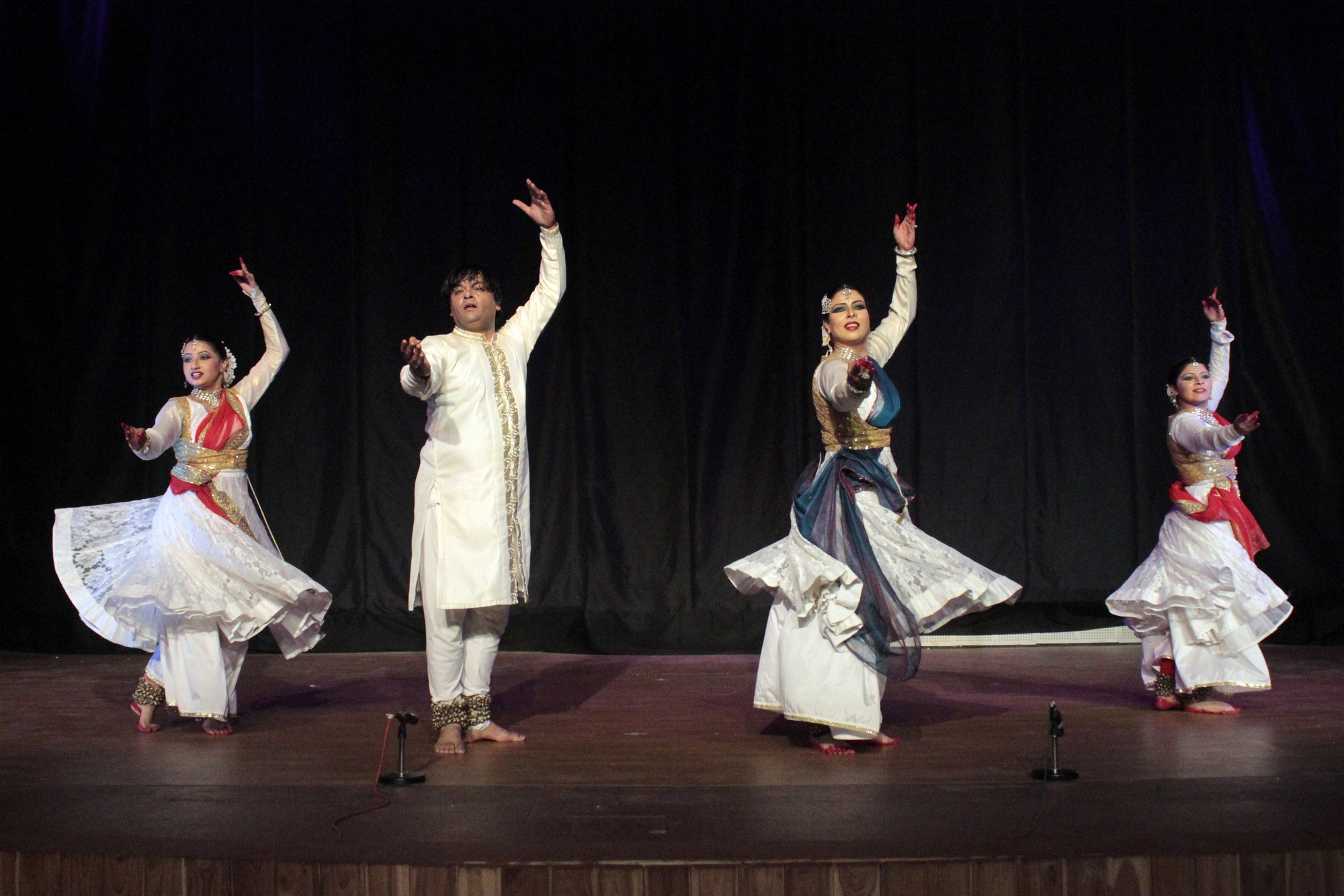
カタックの群舞

### ヌリッタ（純粋なダンス、Pure dance）
ヌリッタ（nritta）のパフォーマンスは、手首、首、眉のゆったりとした優雅な動きであるタート（Thaat）のシークエンスから始まる。その後、ダンサーは速度とエネルギーを徐々に上げながら、一連のボール（記憶を助ける機能を有するインドの伝統的な音節）を完成させる。ボールのそれぞれは、西洋のダンスの伝統における技術的なエクササイズに似た短いセクションを有し、ダンサーは、フットワーク、所作、旋回を強調したトーラ（tora）、トゥクラ（tukra）、パーハント（parhant）、パラン（paran）などによって観客を魅了する。各セクションはその終わりを示すポイントがあり、通常ここでダンサーは頭を鋭く振る。
両足の足首に小さな鈴（グングル）が巻かれており、この鈴は一つだけの場合、また数百の場合がある。ヌリッタでのダンサーの素早い動きとフットワークは、音楽のビート（ターラ）およびテンポと完全な一致を見せ、このフットワークの連なりをタタカール（tatkar）と呼ぶ。ヌリッタのパフォーマンスのほとんどは、カタックにおける抽象的で、高速の、リズミカルな要素によって構成されている。カタックのヌリッタでは、他のすべてのインドの古典舞踊と同様に、観客に純粋な動きが提示される。ここで重要なのは、動き、形、速度、構成、パターンの美しさであり、それは観客の本性（prakriti）に訴えかけることを目的とする。

### ヌリティヤ（表現的なダンス、Expressive dance）
ヌリティヤは、カタックにおけるテンポが遅く表現面に力点を置いた領域であり、特にヒンドゥー教のダンスの伝統における精神的なテーマと共に、感情および物語を伝えようとするものである。ヌリティヤにおいて、ダンスは伝説やメッセージを表現するための言葉、音符、ジェスチャーを含むものに拡張される。それは感覚的な快さ以上のものであり、観客の情と心をひきつけることを目的としている。
このような表現面に力点を置いた領域は他のインド古典舞踊にも見られるものであり、その淵源はナーティヤ・シャーストラにある。演劇を論じた第6章10節によれば、それは俳優のコミュニケーション技術を媒介として観客のうちに美的な喜びを喚起し、一人一人を内的世界の超感覚的な状態に接続させ、また導くものである。
ナーティヤ（Natya：行為）がアビナヤ（abhinaya「観客を～の方向へ導く」という意）と結びつき、これにより肉体は感情や物語を表現する。ナーティヤ・シャーストラによれば、俳優は歌と音楽を介して観客と交感する。この古代サンスクリット語のテキストにおいて、演劇は、人生のあらゆる面に関わり、喜びに溢れた意識の状態を讃え、また贈るための芸術である。
マッセイによれば、カタクに影響を与えたもう1つの重要な古代テキストは、ナンディケシュヴァラのアビナヤ・ダルパナ（？～西暦2世紀頃）である。カタックにおいて、アビナヤは音楽に合わせて行われるジェスチャーとパントマイムとして表現され、通常これによって伝説や有名な物語の筋書きを示す。ジェスチャーと顔の表情は、物語の根底にあるラサ （感情、気分）とビハーバ（実存）を伝える。
ダンスに関するヒンドゥー教のテキストにおいて、グルと芸術家はパフォーマンスの4つの側面に注意を払うことで、霊的な考想を巧みに表現するとされる。すなわち、Angik（ジェスチャーとボディランゲージ）、Vachik（歌、朗読、音楽、リズム）、Aharya（衣装、化粧、宝飾）、そして Satvik（表現者の精神的なイメージ、物語や観客との感情的なつながり。これにより、表現者の内と外の状態が共鳴する）である。
カタックのヌリティヤはまた、ダンサーに柔軟なパフォーマンスを認め、即興も可能であり、伝説に関する歌や朗読を伴わない場合がある。カタックにおける物語は、一般にヒンドゥー教の神クリシュナ（場合によってはシヴァやデーヴィー）に関するものであり、バーガヴァタ・プラーナやインド叙事詩などを典拠とする。このような表現面に重点を置いた形式は、トゥムリやペルシアのガザルにも見られるものである。

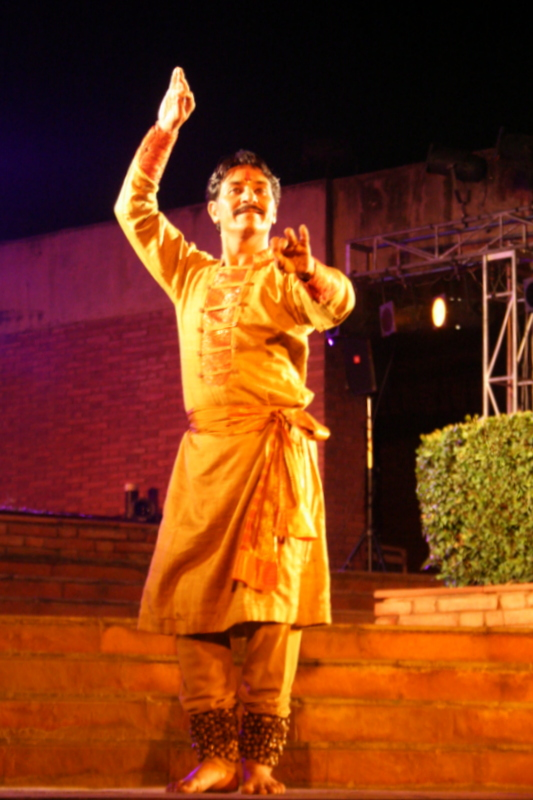
ジャイプール派の巨匠 Rajendra Gangani

## 衣装
衣装はダンサーがヒンドゥー教徒であるかムスリムであるかによって異なる。ヒンドゥー教徒の女性ダンサーの衣装には2つのバリエーションがある。1つはサリーをベースにしたもので、通常の左肩に掛けるのとは異なり、カタックダンサーはサリーを腰に巻き、左側に垂らす格好をとる。上半身はチョリ(choli)と呼ばれるブラウスを着用し、スカーフ（場所によっては orhniと呼ばれる）をまとう場合がある。髪、顔、耳、首、手、手首、足首の宝飾（一般に金製である）がダンサーを飾り、しばしば額の中央にティカ（tika）やビンディ（bindi）が置かれる。もう1つは、足首のすぐ上までの長い丈の、軽いスカートである。一般に縁に刺繍が施されており、これがダンサーの動きを際立たせる作用を果す。スカートはチョリと対照となる異なる色を有し、通常、透明なスカーフがスカートと頭を覆う。宝飾は二つ目のスタイルで用いられることが多い。ムスリムの女性ダンサーのための衣装もスカートを使用するが、ぴったりしたチュリダール（churidar）を着ることもある。また、しばしば手や上半身を覆う長いコートも着用する。頭はスカーフで覆い、宝飾は軽めのものを着用する。ヒンドゥー教徒の男性のための衣装は、多くは、シルクのドウティ(dhoti)を腰にまとい、さらにシルクのスカーフで覆い、上部を結んだものである。上半身は裸でヒンドゥー教の糸を見せているか、または緩やかな上着をはおる場合もある。男性のダンサーも宝飾を身につけるが、石製のものが多く、女性よりもはるかにシンプルである。

## 楽器
楽器の構成はカタックのダンサーによって異なり、2から12の古典的なインド楽器である場合、あるいはより革新的な組み合わせの場合もある。カタックで使用する最も一般的な楽器は、ダンサーの足が刻むリズムとシンクロするタブラ（手で叩く一対の太鼓）、サーランギーまたはハーモニウム、そして、タール（サイクル）を刻むマンジラ（ハンドシンバル）であり、さらにカタックパフォーマンスの表現に、効果、深み、構造を与えるために他の楽器が加わることもある。

## 音楽
インド古代音楽の一様式であるドゥルパドは、インドの高名なカタック指導者であるプル・ダドヒーチ博士によってカタックに再び取り入れられた。彼は正式なカタックの公演で「ドゥルパド」を復活させたインド初のカタックダンサーであり、その作品は28拍からなるものである。博士のドゥルパド作品である「Shankar Pralayankar」はドゥルパドの巨匠グンデチャ・ブラザーズによって定期的にコンサートで歌われるという独特の地位を有している。

## 流派
カタックは広く普及した古典芸能であり、三つのガラナ（流派）がよく知られ、また学ばれている。各流派はそれぞれ、演技面やフットワークなどカタックの種々の側面に対して力点を置く比重が異なる。たとえば、ラクナウ派は演技面を強調し、ジャイプール派はダンスとフットワークを強調する。伝統的に、ジャイプール派は霊的な傾向が強く、ヴィシュヌ派とシヴァ派におけるさまざまな概念を担ってきた。
ジャイプール派の起源は、有名なシヴァのターンダヴァのダンサーであるバヌージであり、彼はヴリンダーヴァンを訪れたときにインスピレーションを得て、ナタワリ・ヌリティヤ（ナタワリとはクリシュナの別称である）を授かったという。バヌージの孫であるラルジとカンフジもクリシュナから霊感を受けた。彼らはジャイプールに戻り、ともにジャイプール派を創始した。
ジャイプール派はラージプートの統治者の支援のもとに発展し、彼らはヒンドゥー教をテーマにしたカタックを好んだ。現代では、この流派は Jai Lal, Janki Prasad, Kundan Lal, Mohan Lal and Nawal Kishore などのダンサーがダンスとフットワークを発展させた。この流派は、リズム表現における体系的な革新と、物語を表現するための身体所作の使用の面でよく知られている。
ラクナウ派の起源は、ウッタル・プラデーシュ州南東部の村に住む土着的なクリシュナ信仰を有したイシュワリという人物とされている。彼はクリシュナへの愛を伝える一つの祈祷の形態としてカタックダンスを創造した。ラクナウ派は、ムガル帝国が崩壊した後にカタックの芸術家達がデリーからラクナウに移った後に繁栄した。当時のラクナウではアワド太守が宮廷の舞踊文化を支援していたのである。現代のラクナウ派について述べると、Shambu Maharaj、Birju Maharaj、Lacchu Maharajがニューデリーのダンス教育に影響を与えている。振り付け作品では、カーリダーサによるシヴァとパールヴァティや、ババブティによるマラティとマダーヴの戯曲に基づいたテーマなど、クリシュナとラーダ以外のテーマが展開されている。ラクナウ派はさらに、宮廷舞踊のテーマを強調するヒンドゥー・イスラーム混合形式のカタックを志向している。
３番目の主要な流派であるバラナシ派は伝統的には最も古いと考えられている。 しかしその歴史は不詳である。
コタリによると、バラナシ派はビーカネール近くの村のジャナキ・プラサドから始まった。彼は後にバラナシに移り住んだのだが、その祖先は有名な舞踊家や音楽家だったとされる。ジャナキ・プラサドはダンサーであり、サンスクリットの学者でもあり、カタックにおけるボールを発明したとされる。ボールとは舞踊言語において記憶を補助する機能を有する音節の連なりである。
ニコール・レーマンによれば、現代のカタックダンサーは、３の流派すべてのスタイルを様々な程度で融合させている。

## 他のダンスとの比較
北インドのカタックダンスは、南インドのバラタナティヤムといくつかの相違点があるが、どちらもヒンドゥー教の古典であるナーティヤ・シャーストラをルーツとする。カタックは（特にヒンドゥーの神々への祈りの表現では）内向的で収縮的な傾向を有し、他方、バラタナティヤムは外向的で拡張的な傾向を有する。カタックは基本的に、脚と胴体がまっすぐの直立姿勢で踊られるが、バラタナティヤムは、膝を曲げた姿勢が多く用いられる。

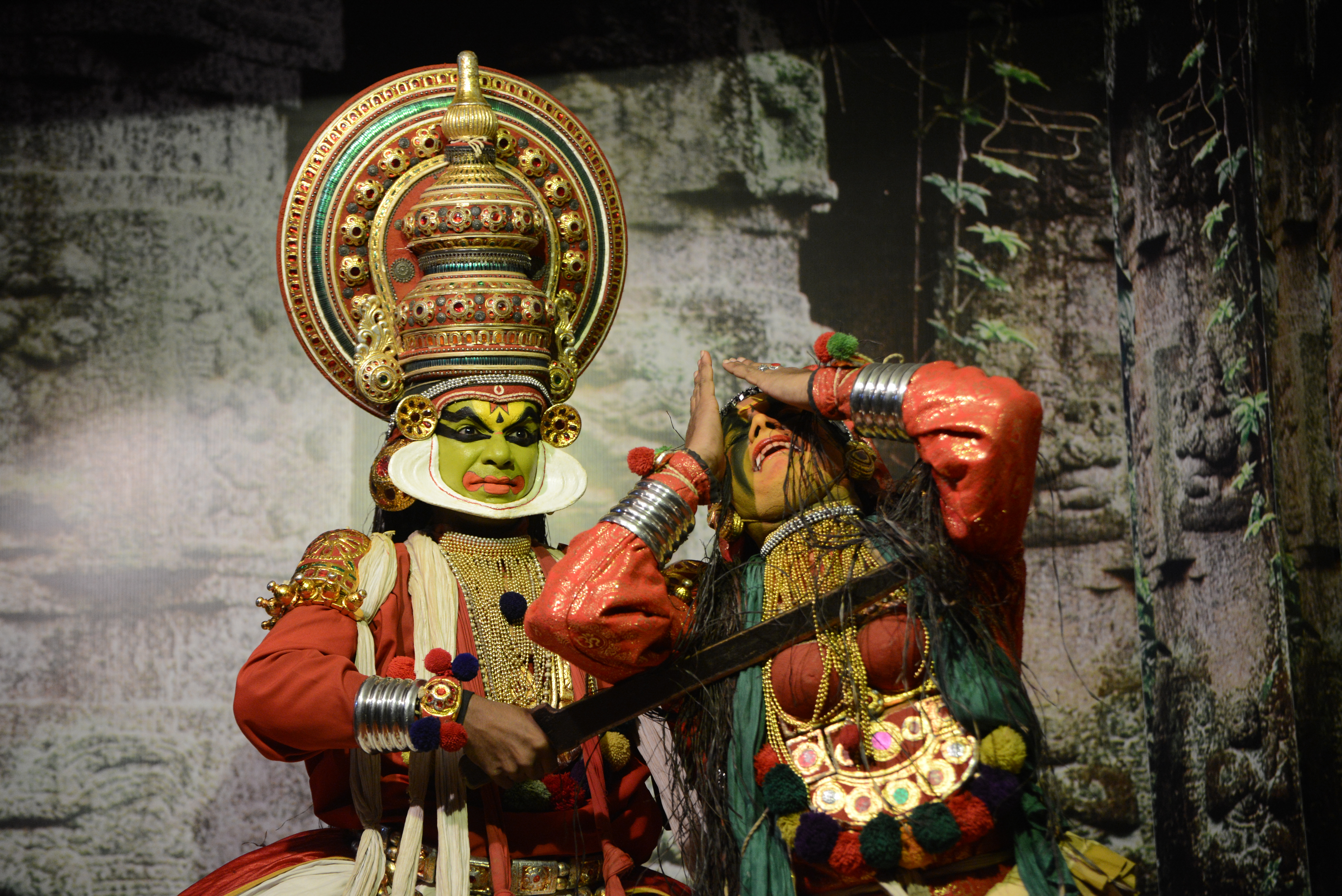
カタカリのパフォーマンス

カタックはまたカタカリとも異なるが、ヒンドゥー教の叙事詩とプラーナ文献から派生した物語を伝える「語り部」の伝統に属する点は共通である。カタカリは、インドの南西部地域（近代のケーララ州）で誕生し、精巧な模様をつくる色鮮やかな化粧、面、衣装が特徴的である。カタカリの一団は、伝統的に主に男性のダンサー達によって構成され、主人公、女主人公、神、女神、悪魔、女悪魔、司祭、動物、そして日常的な役柄に扮して演じられる。どちらのダンス形式も、精巧なフットワーク、振り付け、手のジェスチャーを用いるが、カタカリは、飛んだり跳ねたりといった南インドの武道の動きを組み込んでいる。また、どちらもサンスクリット語の古典文献をその淵源とするが、カタカリは比較的最近に登場したものであり、「Hastha Lakshanadeepika」に忠実であり、16世紀に発達し始めたものである。
それぞれが異なる音楽と舞踊言語を有するが、どちらも同じようなインドの伝統楽器を多く使用する。

## 習得
現代のインドでは、ダンスの家系の子供に限らず、9歳頃から習い事として教室に通いはじめる。ダンサーになるのはほんの一部であるが、勉学が忙しくなる前まで習う場合が多い。日本でも少数であるが、インドで学んだダンサーが教室を開いている。

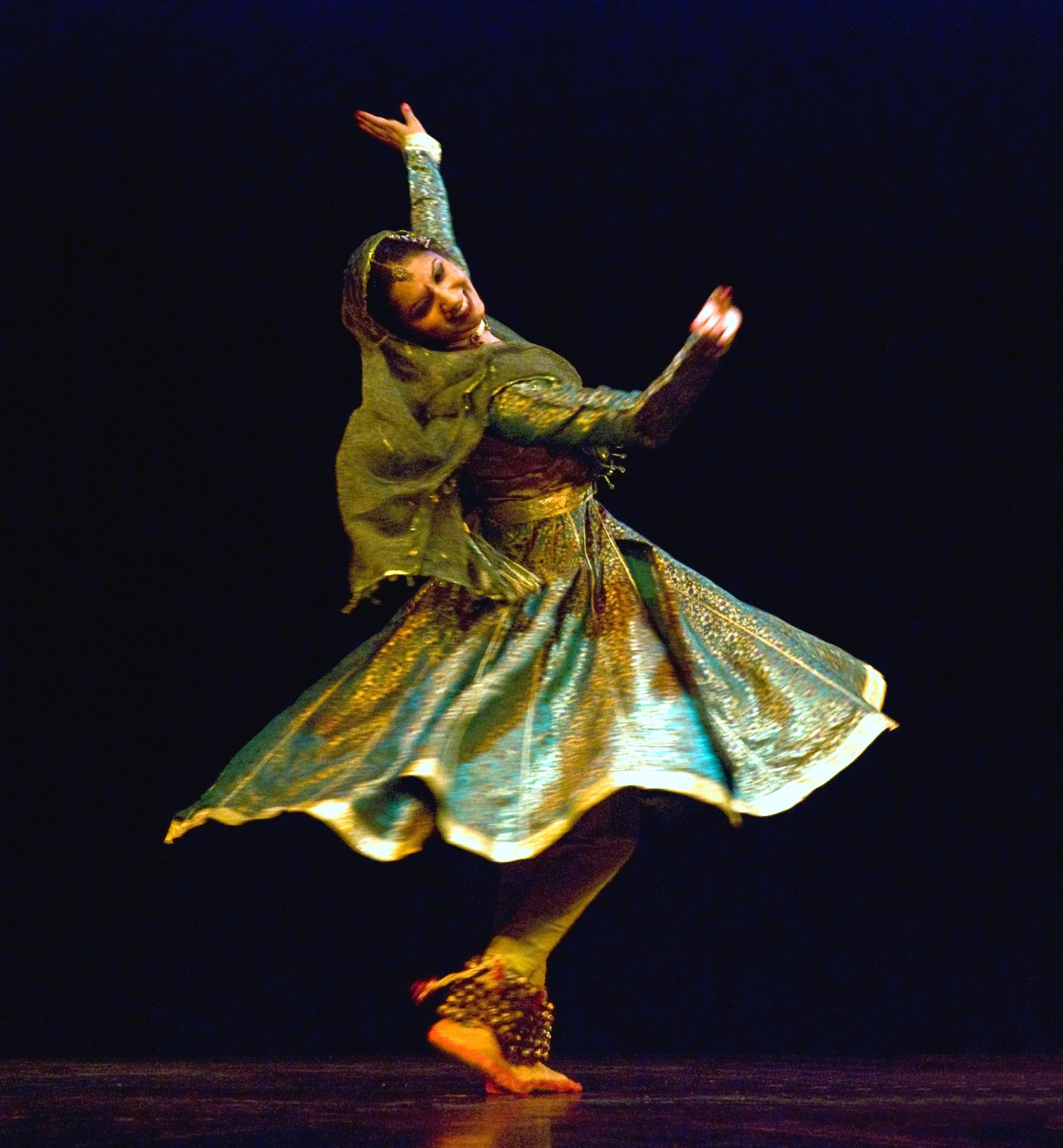
優雅な回転

レッスンはナマスカールというインドの挨拶から始まる。ナマスカールの形式は指導者によって種々のバリエーションがある。
基礎練習ではタタカール (Tatkar) というフットワークの練習を行う。16拍子（Teental) に合わせて《右左右左、左右左右》の順に足踏みが基本であり、これをベースに様々な応用的なステップへと進む。また、上半身の動きをハスタ (Hasta) と呼ぶ。タタカールを継続して行いつつ、手を胸の前にあげた基本ポジションから前後左右へ伸ばし元の位置に戻すという動作を反復する。
カタックにおいて回転・ターンは重要である。カタックの回転をチャッカール (Chakar) と呼ぶ。基本的には左回りであるが、ジャイプール流派では左右両方に回る。
これらの基本的な動きを組み合わせ、それをボール（ダンサーが発声する音の連なり）に当てはめて短い振り付けをつくる。その構造に応じて、トゥクラ (Tukra) や、パラン (Paran) などの名前が付けられている。
上記のような基礎訓練を継続的に続けることでカタックの型が身に付き、やがてタラーナ (Tarana) など一定の時間を有する曲を踊れるようになる。